# Complesso di Farahabad

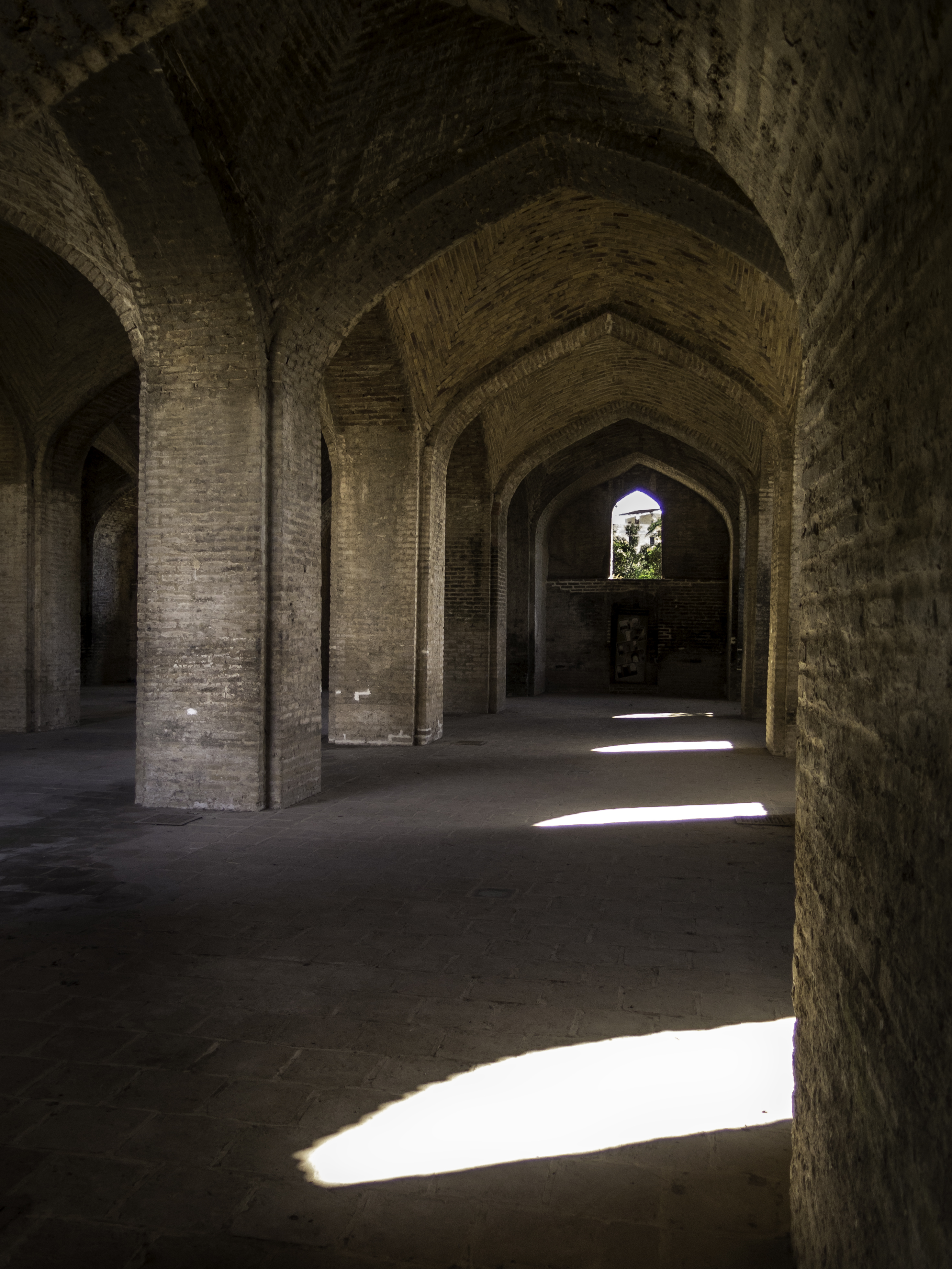

Il Complesso di Farahabad è una serie di monumenti relativi ai resti della città vecchia di Farahabad, in Iran, costruita durante il regno di ʿAbbās I il Grande.

## Galleria d'immagini

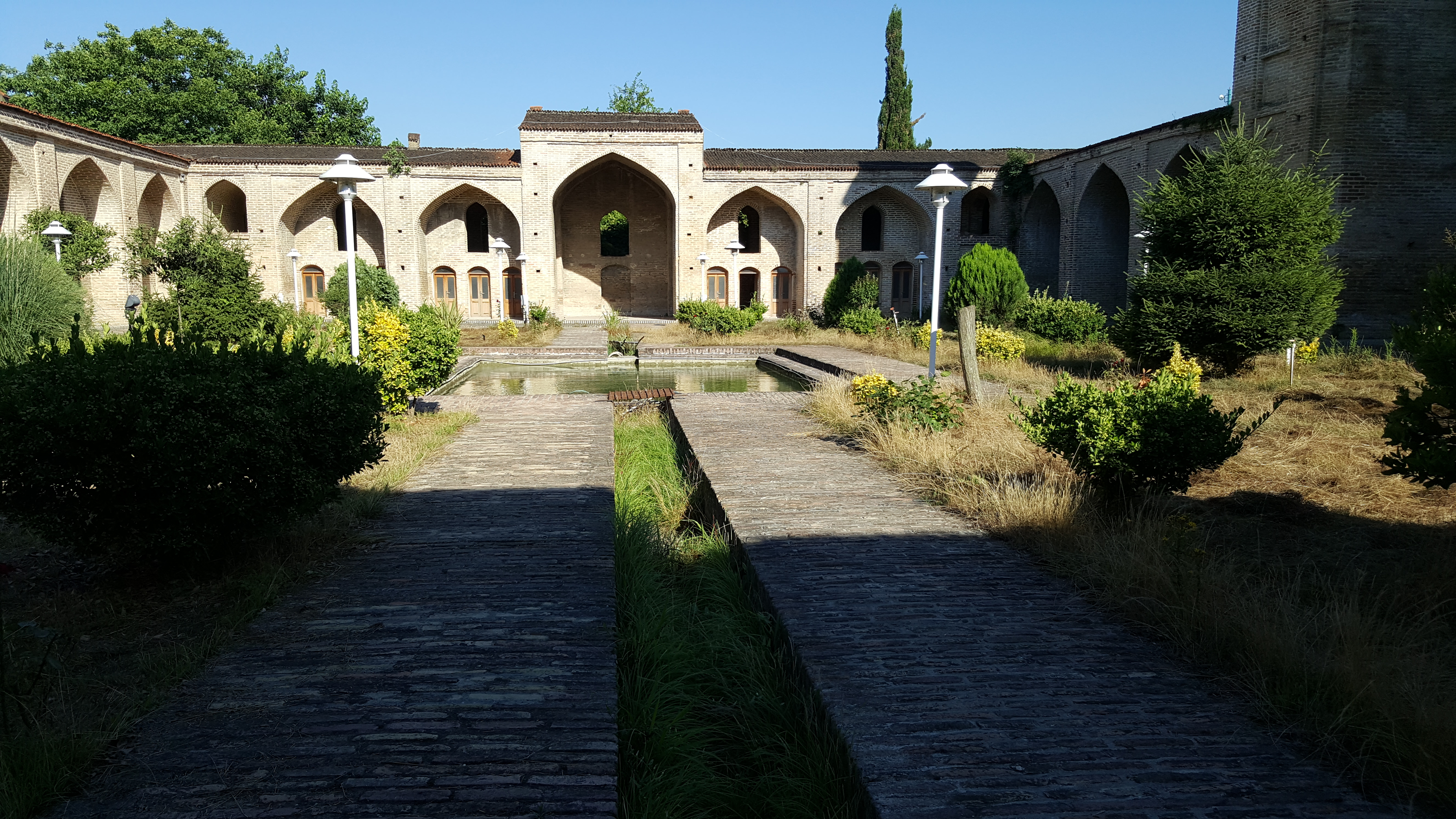
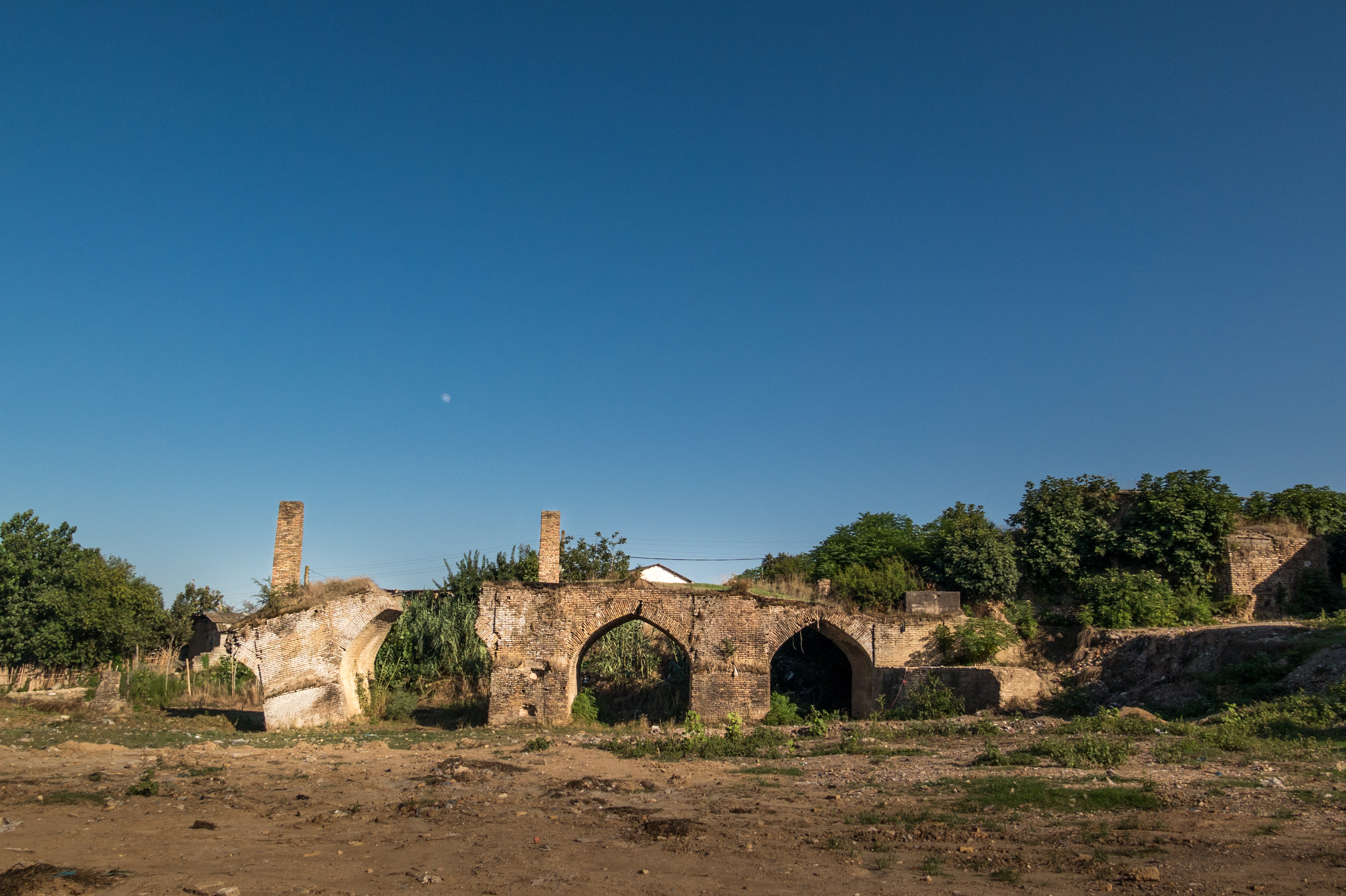
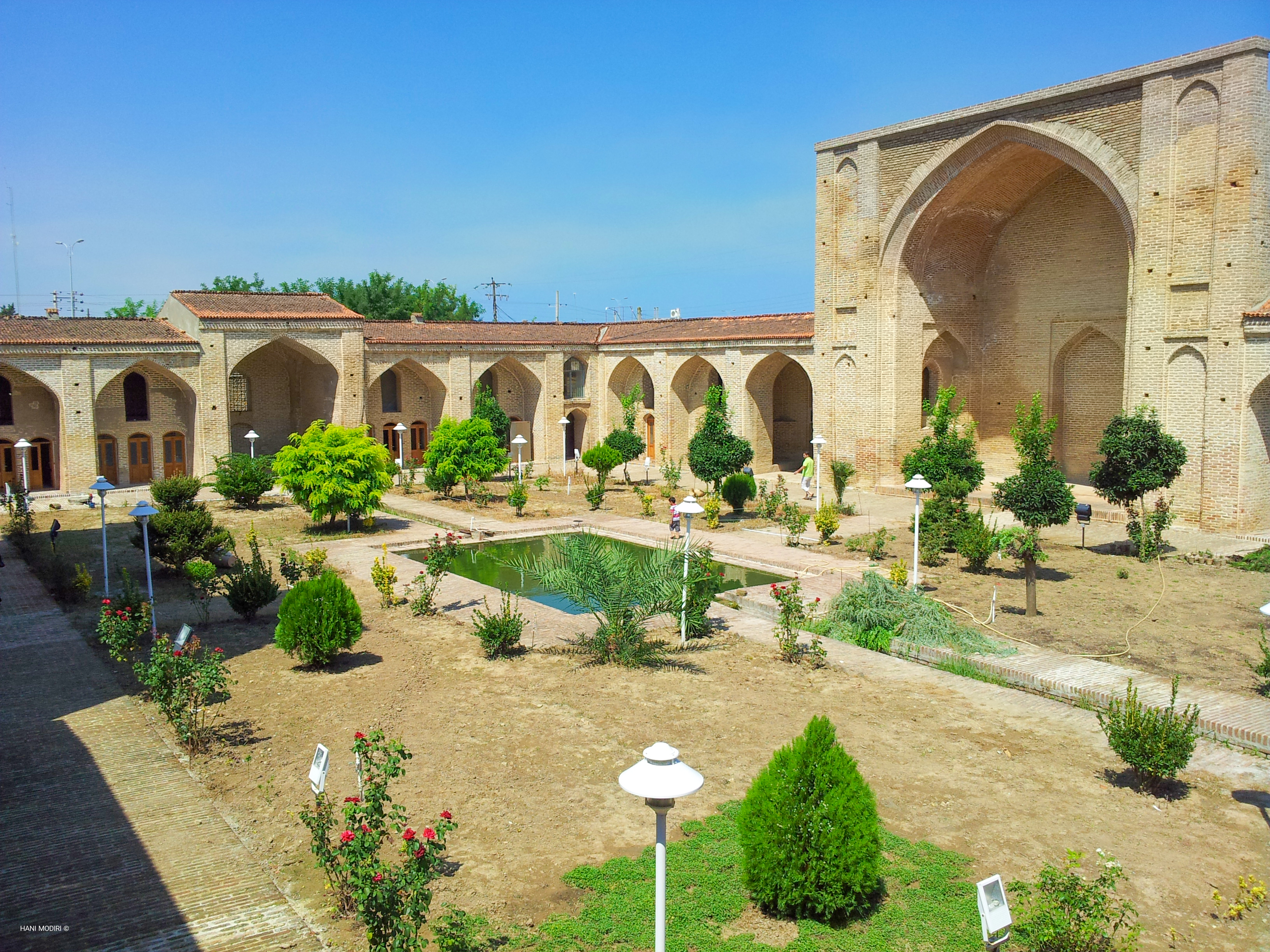
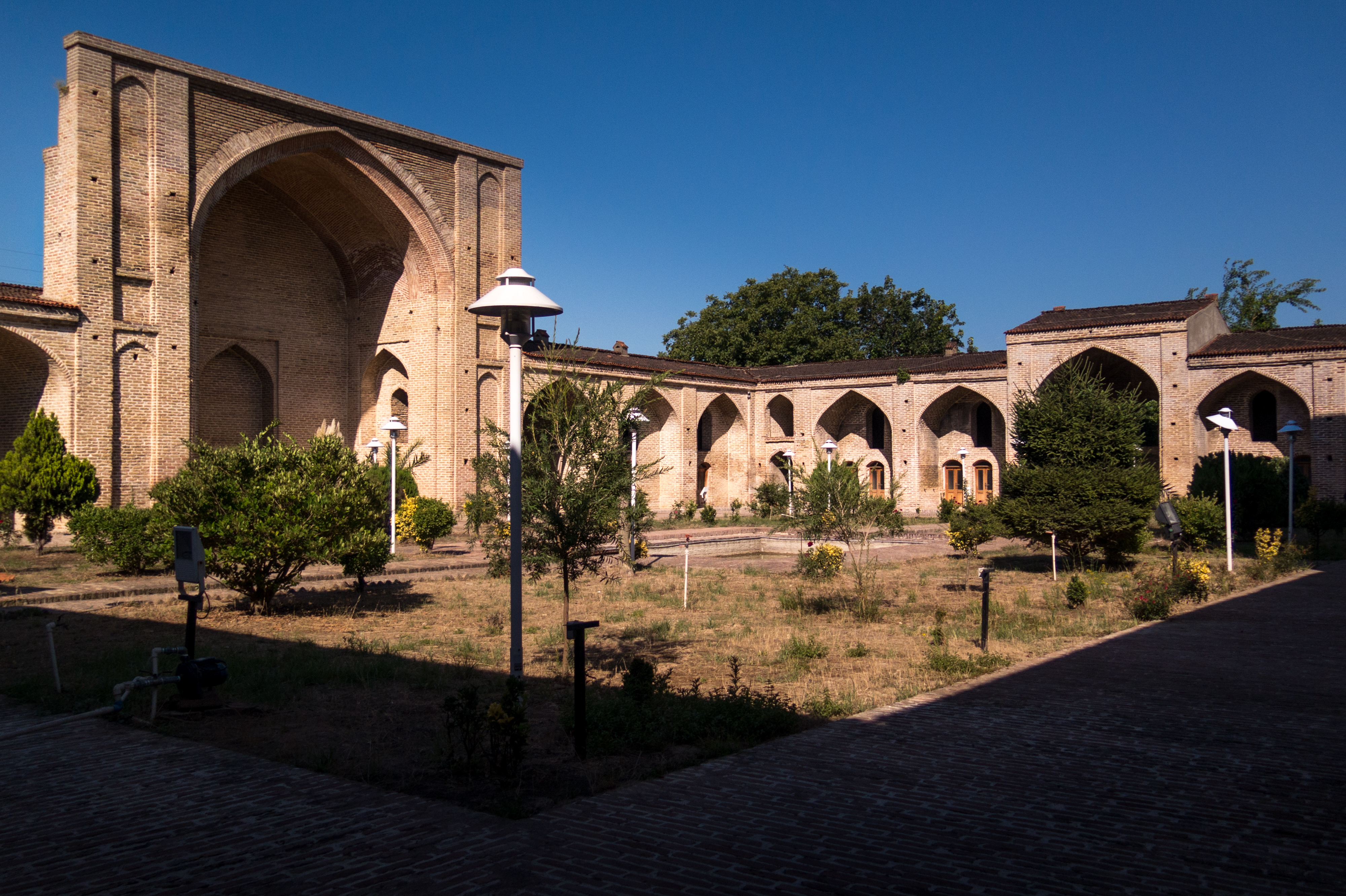
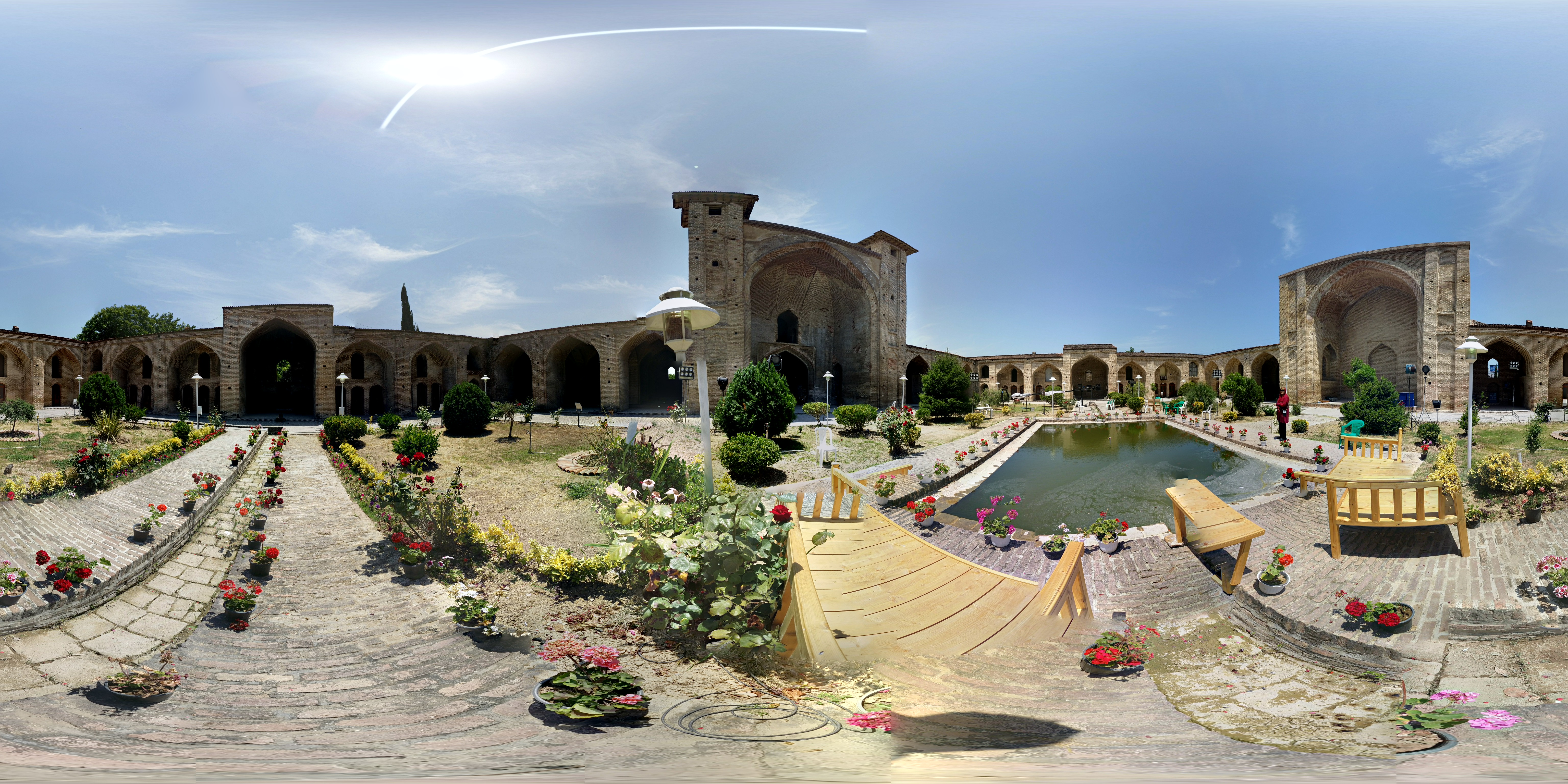
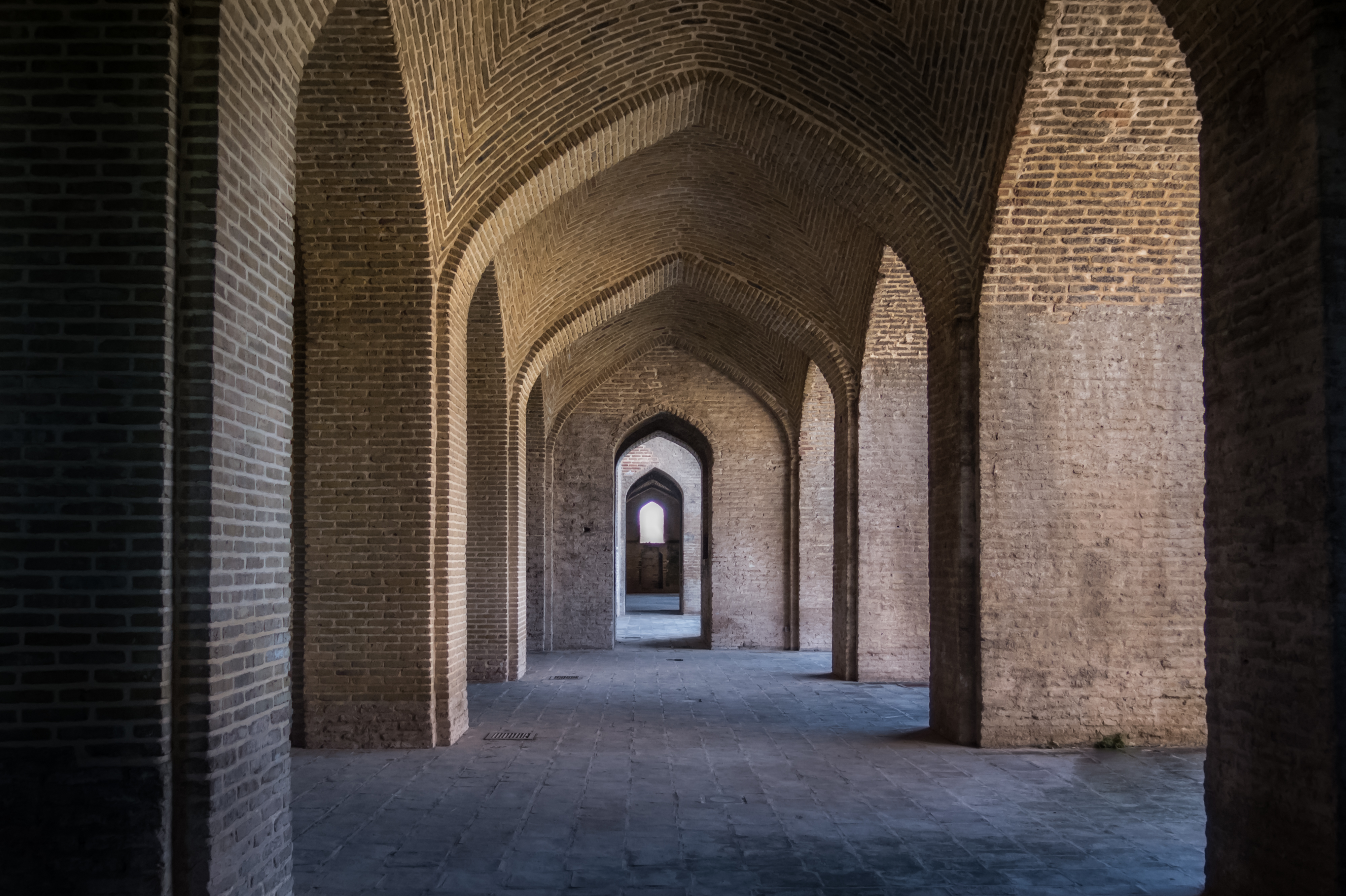
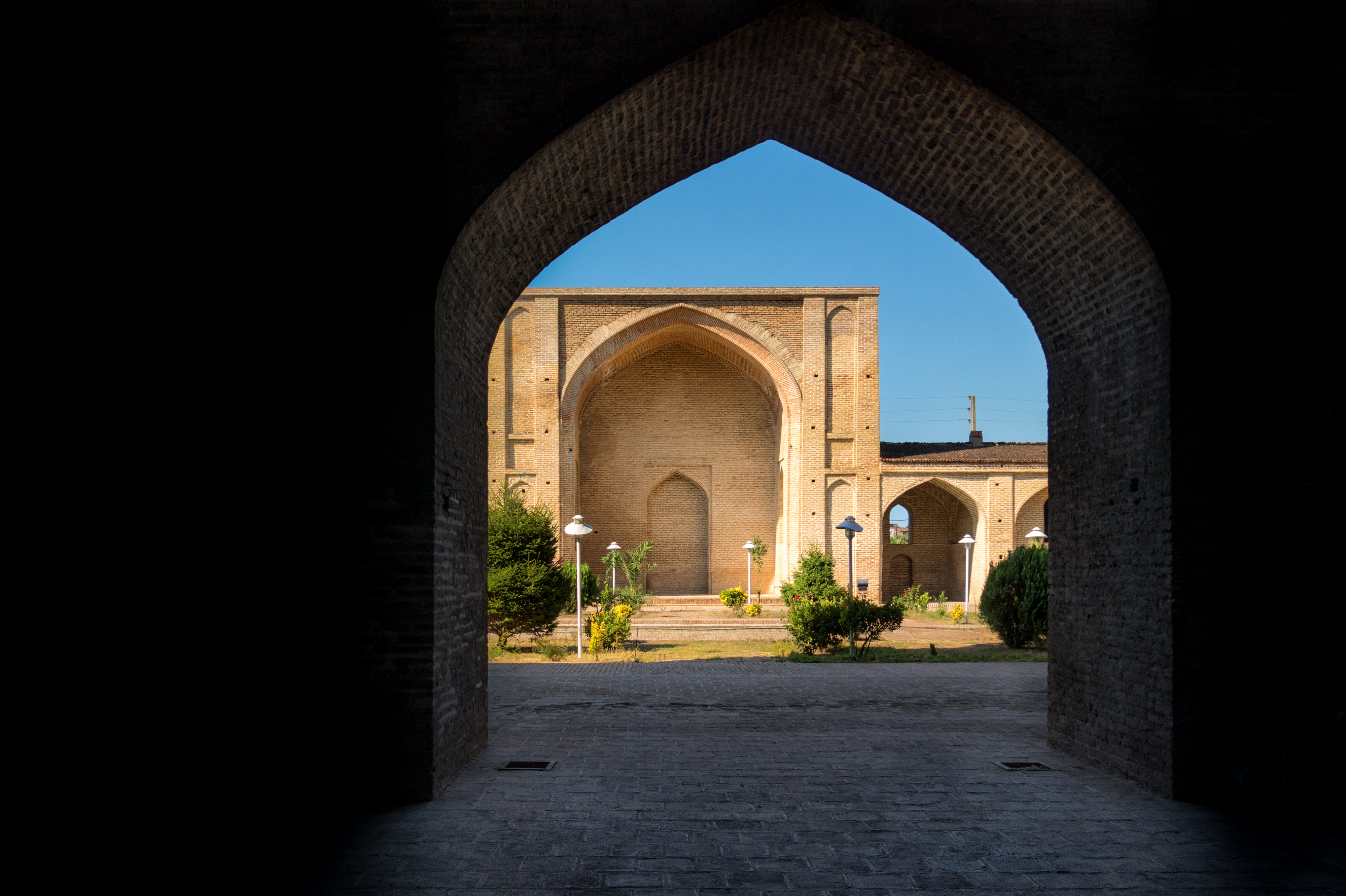
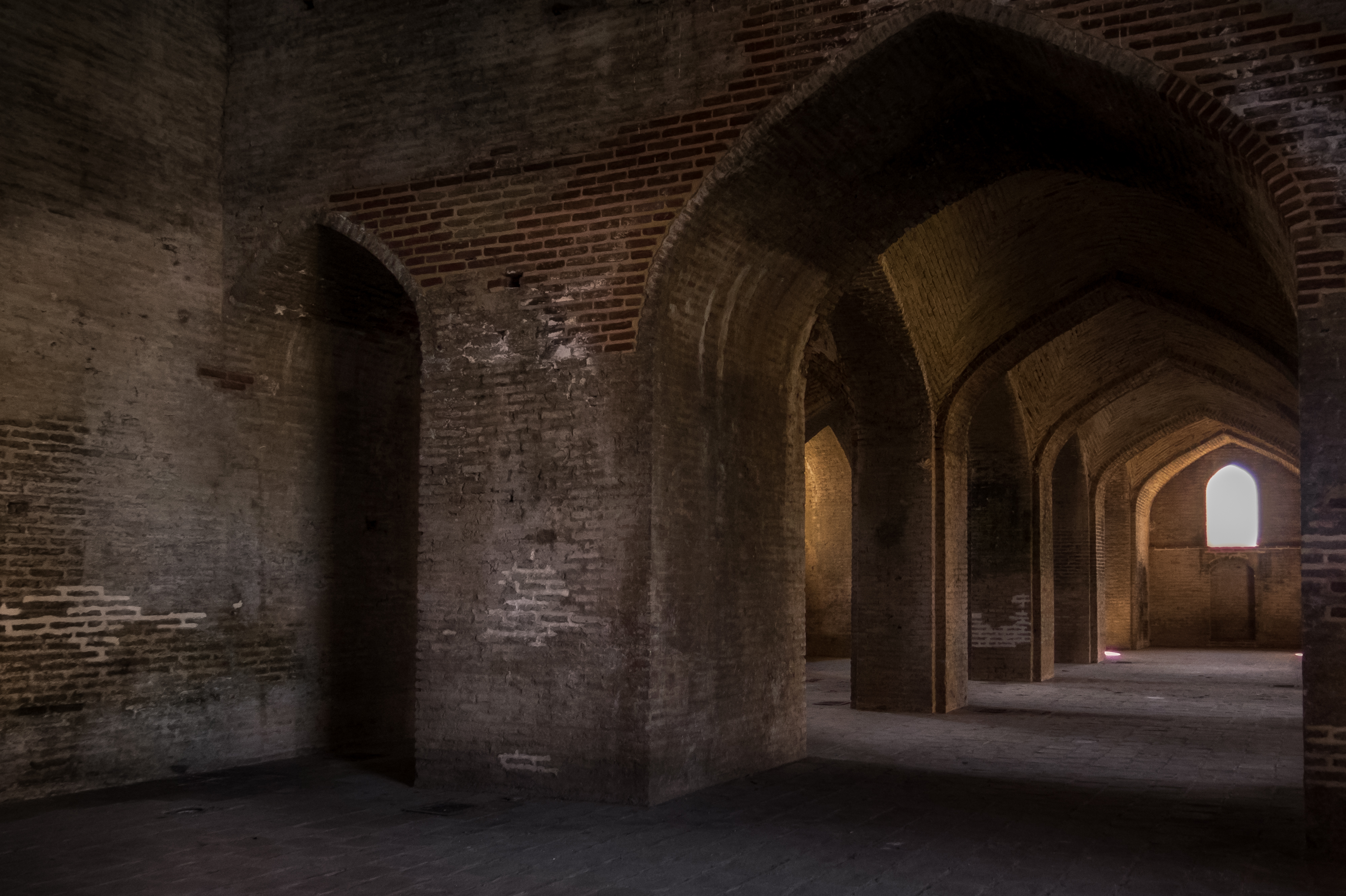
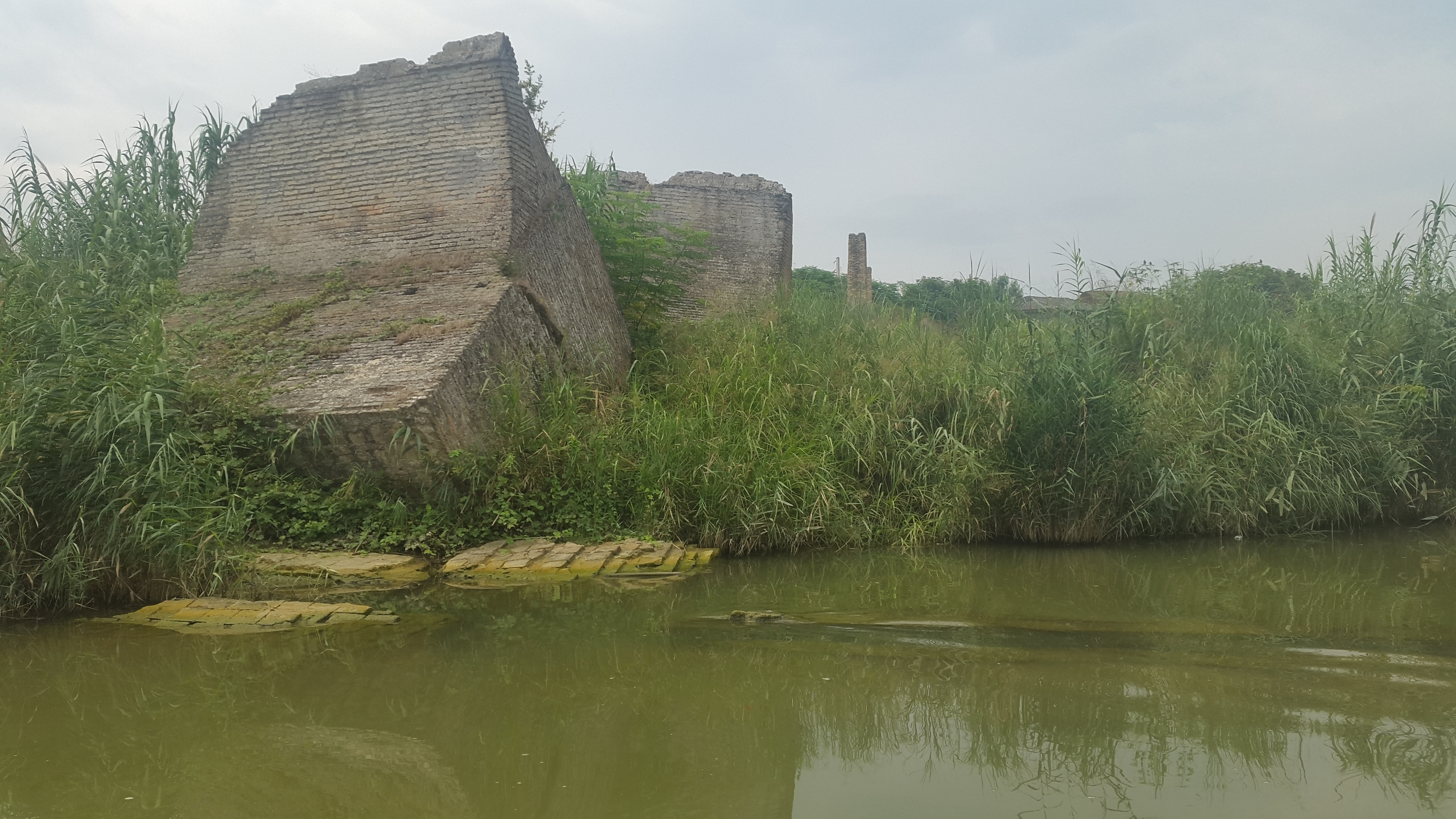
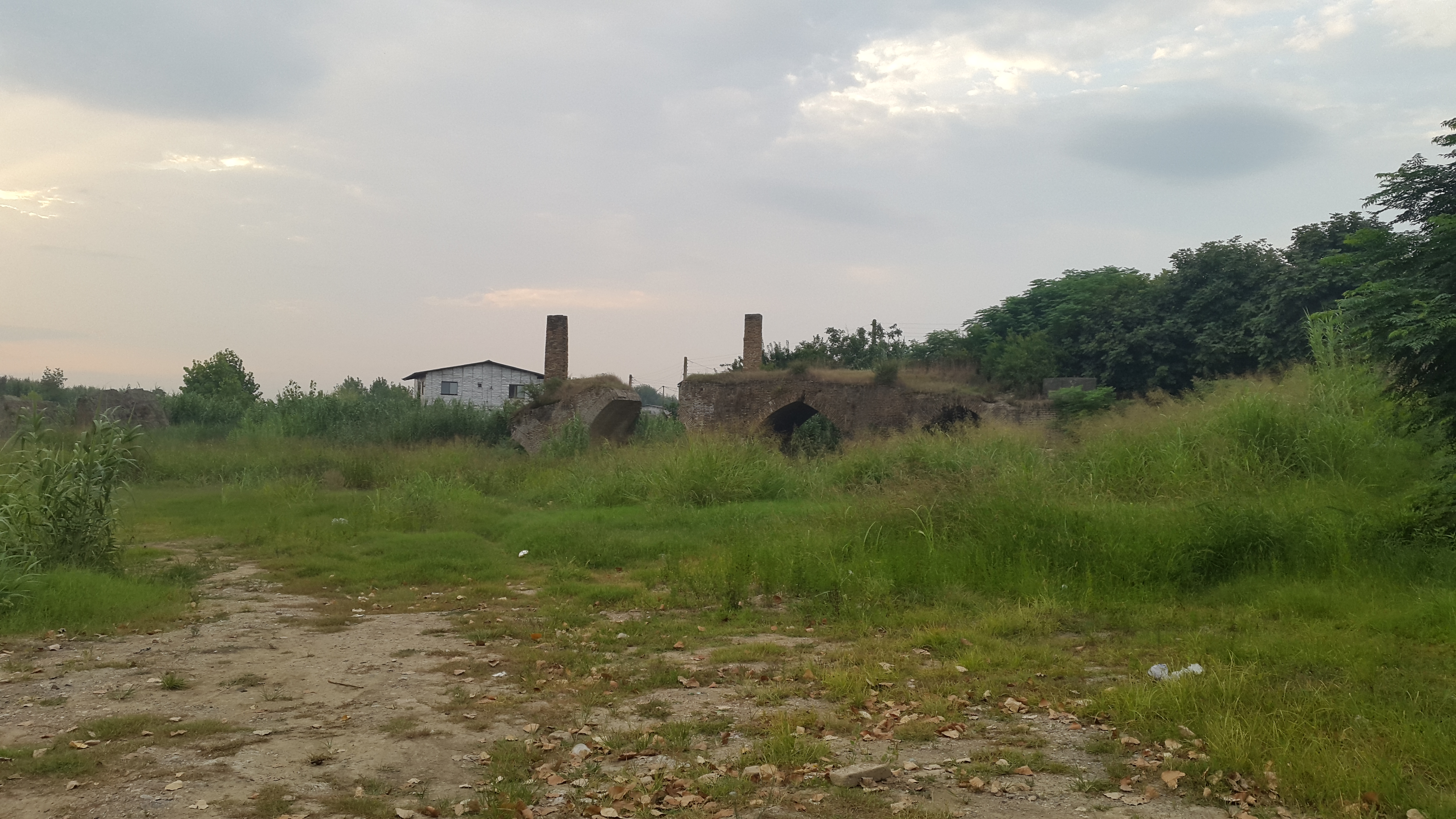
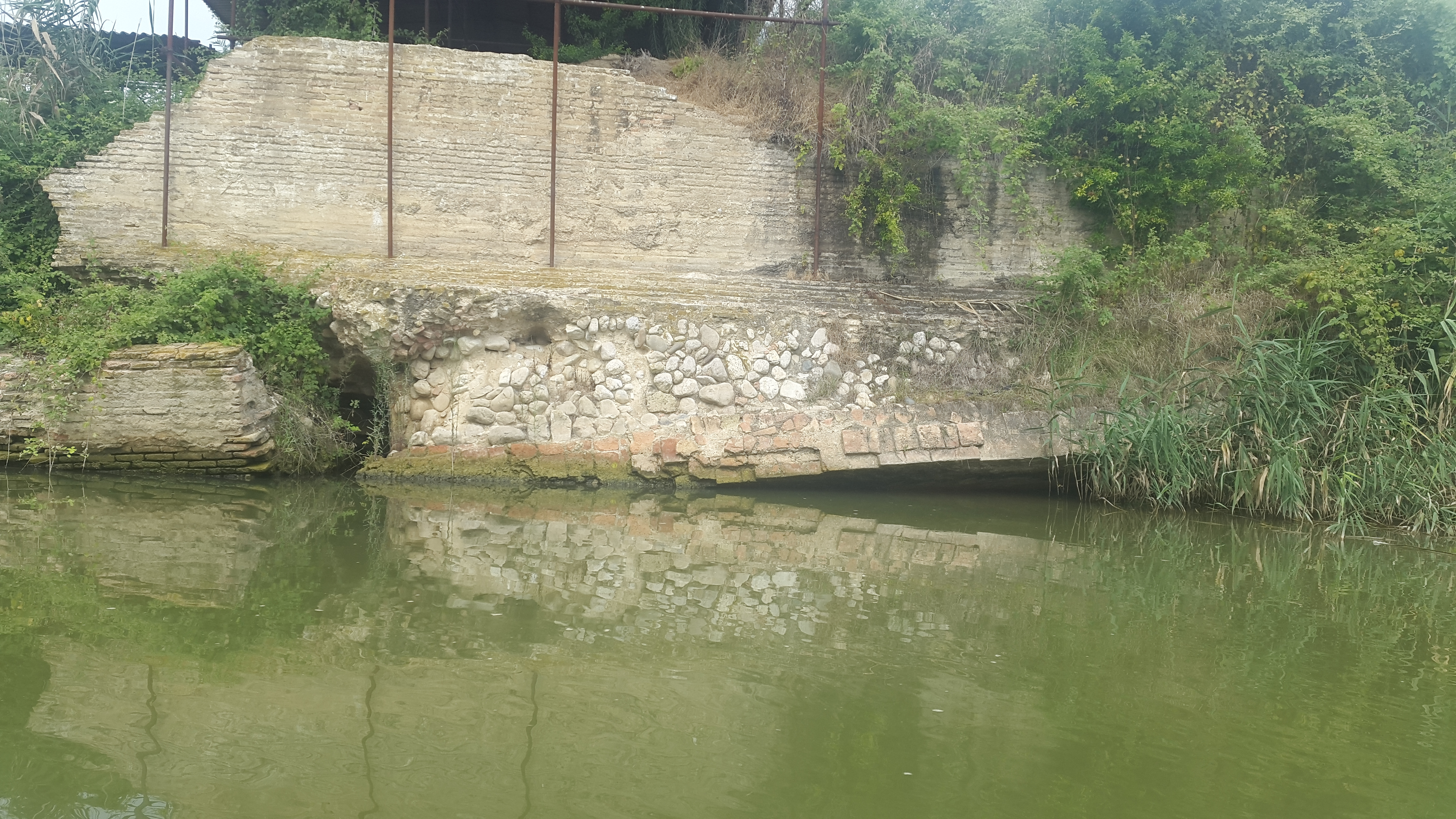
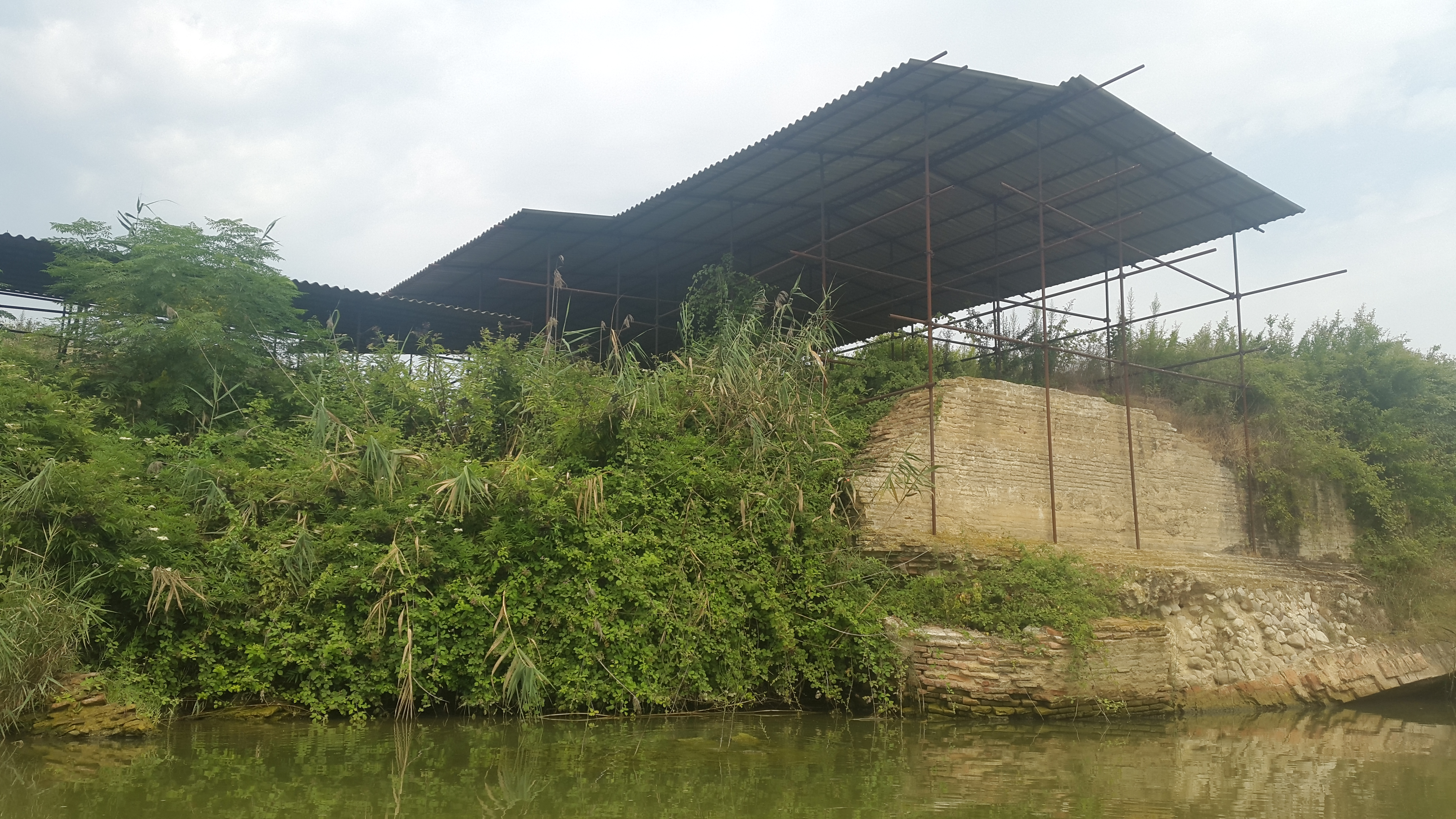